# K9 Thunder
K9 Thunder je južnokorejska 155 mm samovozna havbica, ki jo je zasnoval Samsung Techwin za Južnokorejsko  vojsko. Razvita je bil kot naslednik samovozne havbice M109. Projektili imajo doseg 30-56 kilometrov, odvisno od tipa. Havbica ima tudi možnost "MRSI" streljanja, kjer se izstreli projektile na isto tarčo pod različnimi koti, tako da padejo na tarčo istočasno. 
Južnokorejska vojska je naročila 1136 havbic in 179 K10 oskrbovalnih vozil. Poljska je naročila 120 K9 šasij za havbico AHS Krab. Turčija pa je naročila 350 havbic pod oznako T-155 Fırtına.